# WTA 125

Logo der WTA Challenger Series

Die seit 2021 WTA 125 genannte Turnierreihe im Damentennis startete 2012 als WTA Challenger Series (auch WTA 125s oder WTA 125K genannt). Die Turniere werden von der WTA ausgerichtet und bilden den Unterbau der WTA Tour. Die Challenger-Turniere sind jeweils mit einem Preisgeld von 125.000 US-Dollar dotiert und werden innerhalb einer Woche ausgetragen. Sie dienen vor allem Spielerinnen außerhalb der Top 100 der Weltrangliste dazu, Ranglistenpunkte zu sammeln, um an den höher dotierten WTA-Turnieren teilnehmen zu können.

## Geschichte
Erstmals ausgetragen wurden die WTA Challenger Series im Jahr 2012; die ersten beiden Turniere fanden in der taiwanischen Hauptstadt Taipeh und im indischen Pune statt. Am 14. Dezember 2012 meldete die WTA, dass in der kolumbianischen Stadt Cali ein weiteres Challenger-Turnier stattfinden wird. Am 17. Juli 2013 gab die Chinese Tennis Association bekannt, mit den Caoxijiu Suzhou Ladies Open 2013 in Suzhou das erste WTA-Challenger-Turnier in China auszutragen. 2014 sollten bereits sechs Challenger-Turniere ausgetragen werden, davon drei in China. Wegen der unsicheren politischen Lage wurden aber die Israel Open in Ra’anana wieder vom Turnierkalender gestrichen. Auch 2015 wurden sechs Turniere dieser Kategorie ausgetragen. 2016 wurde das Turnier in Hua Hin aufgrund einer nationalen Trauerzeit nach dem Tod des thailändischen Königs Bhumibol Adulyadej abgesagt. 2018 ergänzt Oracle den Turnierkalender mit vier neuen Turnieren in Newport Beach, Indian Wells, Chicago und Houston unter dem Namen Oracle Challenger Series. 2022 wurde der Turnierkalender massiv von 15 Turnieren im Jahr 2021 auf nunmehr 24 Turniere aufgestockt.

### Anzahl der Turniere und Preisgelder
| Jahr | Anzahl der Turniere | Turnierorte | Gesamtpreisgeld |
| ---- | ------------------- | --- | --------------- |
| 2012 | 2                   | Taipeh, Pune | 250.000 $       |
| 2013 | 5                   | Cali, Suzhou, Ningbo, Nanjing, Taipeh | 625.000 $       |
| 2014 | 5                   | Nanchang, Suzhou, Ningbo, Taipeh, Limoges | 625.000 $       |
| 2015 | 6                   | Nanchang, Dalian, Limoges, Hua Hin, Taipeh, Carlsbad | 750.000 $       |
| 2016 | 6                   | San Antonio, Bol, Dalian, Limoges, Taipeh, Honolulu | 750.000 $       |
| 2017 | 8                   | Zhengzhou, Bol, Dalian, Limoges, Hua Hin, Taipeh, Honolulu, Mumbai | 1.000.000 $     |
| 2018 | 10                  | Newport Beach, Indian Wells, Zhengzhou, Anning, Bol, Chicago, Limoges, Taipeh, Houston, Mumbai | 1.340.000 $     |
| 2019 | 11                  | Newport Beach, Indian Wells, Guadalajara, Anning, Bol, Båstad, Karlsruhe, New Haven, Houston, Taipeh, Limoges | 1.525.000 $     |
| 2020 | 3                   | Newport Beach, Indian Wells, Prag | 3.474.960 $     |
| 2021 | 15                  | Saint-Malo, Bol, Båstad, Belgrad, Charleston, Concord, Chicago, Karlsruhe, Columbus, Buenos Aires, Midland, Montevideo, Angers, Limoges, Seoul | 1.680.484 $     |
| 2022 | 24                  | Marbella, Saint-Malo, Paris, Karlsruhe, Makarska, Valencia, Gaiba, Båstad, Contrexéville, Iași, Concord, Vancouver, Bari, Bukarest, Budapest, Rouen, Tampico, Midland, Colina, Buenos Aires, Montevideo, Andorra la Vella, Angers, Limoges                                                                             |                 |
| 2023 | 31                  | Cali, San Luis Potosí, Saint-Malo, Reus, Paris, Florenz, Makarska, La Bisbal d’Empordà, Valencia, Gaiba, Contrexéville, Båstad, Iași, Kozerki, Stanford, Barranquilla, Chicago, Bari, Bukarest, Ljubljana, Parma, Tampico, Midland, Colina, Florianópolis, Buenos Aires, Andorra la Vella, Montevideo, Angers, Limoges |                 |
| 2024 | 7                   | Canberra, Da Nang, Mumbai, Charleston, San Luis Potosí, Antalya, La Bisbal d’Empordà |                 |

### Anzahl der Turniere nach Turnierorten
| Anzahl der Turniere | Turnierorte     | Austragungen                                   |
| ------------------- | --------------- | ---------------------------------------------- |
| 8                   | Taipeh          | 2012, 2013, 2014, 2015, 2016, 2017, 2018, 2019 |
| 8                   | Limoges         | 2014, 2015, 2016, 2017, 2018, 2019, 2021, 2022 |
| 5                   | Bol             | 2016, 2017, 2018, 2019, 2021                   |
| 3                   | Dalian          | 2015, 2016, 2017                               |
| 3                   | Newport Beach   | 2018, 2019, 2020                               |
| 3                   | Indian Wells    | 2018, 2019, 2020                               |
| 3                   | Karlsruhe       | 2019, 2021, 2022                               |
| 2                   | Hua Hin         | 2015, 2016, 2017                               |
| 2                   | Honolulu        | 2016, 2017                                     |
| 2                   | Ningbo          | 2013, 2014                                     |
| 2                   | Suzhou          | 2013, 2014                                     |
| 2                   | Nanchang        | 2014, 2015                                     |
| 2                   | Zhengzhou       | 2017, 2018                                     |
| 2                   | Mumbai          | 2017, 2018                                     |
| 2                   | Houston         | 2018, 2019                                     |
| 2                   | Anning          | 2018, 2019                                     |
| 2                   | Chicago         | 2018, 2021                                     |
| 2                   | Båstad          | 2019, 2021                                     |
| 2                   | Saint-Malo      | 2021, 2022                                     |
| 2                   | Concord         | 2021, 2022                                     |
| 2                   | Buenos Aires    | 2021, 2022                                     |
| 2                   | Midland         | 2021, 2022                                     |
| 2                   | Montevideo      | 2021, 2022                                     |
| 2                   | Angers          | 2021, 2022                                     |
| 1                   | Pune            | 2012                                           |
| 1                   | Cali            | 2013                                           |
| 1                   | Nanjing         | 2013                                           |
| 1                   | Carlsbad        | 2015                                           |
| 1                   | San Antonio     | 2016                                           |
| 1                   | Guadalajara     | 2019                                           |
| 1                   | New Haven       | 2019                                           |
| 1                   | Prag            | 2020                                           |
| 1                   | Belgrad         | 2021                                           |
| 1                   | Charleston      | 2021                                           |
| 1                   | Columbus        | 2021                                           |
| 1                   | Seoul           | 2021                                           |
| 1                   | Marbella        | 2022                                           |
| 1                   | Paris           | 2022                                           |
| 1                   | Makarska        | 2022                                           |
| 1                   | Valencia        | 2022                                           |
| 1                   | Gaiba           | 2022                                           |
| 1                   | Contrexéville   | 2022                                           |
| 1                   | Iași            | 2022                                           |
| 1                   | Vancouver       | 2022                                           |
| 1                   | Bari            | 2022                                           |
| 1                   | Bukarest        | 2022                                           |
| 1                   | Budapest        | 2022                                           |
| 1                   | Rouen           | 2022                                           |
| 1                   | Tampico         | 2022                                           |
| 1                   | Puerto Vallarta | 2022                                           |
| 1                   | Colina          | 2022                                           |